# کمیته‌های مقاومت مردمی (یمن)
مقاومت مردمی یا کمیته‌های مقاومت مردمی (به عربی: المقاومة الشعبیة Al-Muqawamat ash-Sha'abiyah، به انگلیسی: The Popular Resistance) یکی از گروه‌های مسلحی هستند که پس از به قدرت رسیدن حوثی‌ها و در جریان جنگ داخلی یمن در چندین استان این کشور تشکیل شد. این گروه‌ها در کنار ارتش یمن که به عبدربه منصور هادی وفادار است و کمیته‌های مردمی می‌جنگد. آنها در حال حاضر علیه نیروهای حوثی و نیروهای وفادار به رئیس‌جمهور سابق علی عبدالله صالح می‌جنگند. در بعضی از مناطق، آنها برای مبارزه با القاعده با کمیته‌های مردمی متحد شده‌اند.

## نیروها
بر اساس گزارشی که در ۱۰ آوریل ۲۰۱۵ تهیه شد، در جریان نبرد عدن مردم عادی این شهر برای محافظت از خانه‌هایشان در برابر حملات حوثی‌ها دست به تشکیل واحدهای مقاومت مردمی زدند. مقاومت مردمی پس از شکل‌گیری‌اش در نبردهای متعددی همچون نبرد تعز و کارزار اَبیَن (مارس-اوت ۲۰۱۵) نقش مهمی ایفا کرده‌است.